# Baros (Maldivas)
Baros es una isla situada en Maldivas. Se encuentra en la zona central sur del atolón Kaafu, a 25 minutos en lancha rápida desde la capital del país, Malé. Todo el terreno de la isla está ocupado por un resort, el tercero que se inauguró en el archipiélago.

## Historia
El nombre completo de Baros es Kodhdhipparu-Baros, isla que ya en el siglo XVIII estaba habitada. Durante el reinado del sultán Hassan Nooraddeen I (1779-1799) los isleños la abandonaron y Baros fue entregada al pueblo de los Giraavaru, de los que se dice que fueron los aborígenes maldivos. El Sultán pretendió que prosperaran recolectando cocos, pero los Giraavaru no vivieron en Baros.